# Vincent Le Goff
Vincent Le Goff (Quimper, 15 ottobre 1989) è un ex calciatore francese, di ruolo difensore.

## Caratteristiche tecniche
È un terzino sinistro.

## Carriera

### Club
Ha esordito fra i professionisti il 19 gennaio 2010 disputando con il Laval l'incontro di Ligue 2 pareggiato 0-0 contro il Clermont Foot.
Il 30 gennaio 2024 annuncia il ritiro dall'attività agonistica.

## Palmarès

### Club

#### Competizioni nazionali
- Campionato francese di seconda divisione: 1

Lorient: 2019-2020